# Казахский национальный исследовательский технический университет имени К. И. Сатпаева
Satbayev University или Казахский национальный исследовательский технический университет имени К. И. Сатпаева (КазНИТУ) (каз. Қ.И. Сәтбаев атындағы Қазақ ұлттық техникалық зерттеу  университеті) является одним из старейших и наиболее престижных технических вузов Казахстана. Университет расположен в Алматы и был основан в 1934 году как Казахский горно-металлургический институт.

## История
Первое высшее техническое учебное заведение в Казахстане было организовано в 1933 году в Семипалатинске (ныне Семей) по инициативе Казгеолтреста на базе геолого-разведочного техникума, рабфака и школы геолого-разведочного ученичества (ГРУЧ). В первом учебном году в Семипалатинском геолого-разведочном институте насчитывалось 10 преподавателей и 75 учащихся. На каждом из трёх факультетов: геолого-разведочном, разведочном и гидрогеологическом — занималось по 25 человек. Однако имевшиеся материально-техническая база и состав преподавателей были недостаточными для обеспечения нормального учебного процесса, квалифицированной подготовки инженерных кадров. Совет народных комиссаров СССР, решая задачу подготовки кадров для индустрии Казахстана, наметил меры по организации Казахского горно-металлургического института. На их осуществление выделялось 718 миллионов рублей, в том числе 200 миллионов на капитальные затраты. Семипалатинский геолого-разведочный институт был переведен в Алма-Ату. На его базе был организован Казахский горно-металлургический институт.
В 1934 году — Казахский горно-металлургический институт, в 1960 году — преобразован в Казахский политехнический институт, в 1970 году — институту присвоено имя В. И. Ленина.
Становление института связано с именами таких известных учёных, как Х. К. Аветисян, О. А. Байконуров, И. И. Бок, А. В. Бричкин, Г. Л. Кушев, В. Д. Пономарёв, А. С. Попов, В. В. Стендер, А. А. Цефт, Е. Д. Шлыгин, и другими. КазГМИ в кратчайшее время стал основной базой обеспечения инженерными кадрами горной, металлургической, геологической, строительной и других отраслей промышленности республики.
В годы Великой Отечественной войны на фронт ушли 22 преподавателя и свыше 200 студентов во главе с ректором института А. И. Коктовым и секретарём партийной организации М. Курмангалиевым. Среди них звания Героя Советского Союза были удостоены М. Баймуханов, В. А. Засядко, Н. Д. Маркелов, А. Г. Торопкин, Н. И. Ященко.
Большой вклад в становление и развитие Казахского горно-металлургического института внёс академик Каныш Сатпаев. Начиная с первого выпуска горных инженеров-геологов в 1937—1938 гг., Сатпаев был председателем Государственной экзаменационной комиссии. В годы Великой Отечественной войны являлся членом учёного совета института, в 1960—1961 годах руководил проектом профессоров И. И. Бока и Г. Ц. Медоева по созданию нового направления металлогении и прогнозных металлогенических карт.
В 1967 года на факультете автоматики и вычислительной техники института организован вокально-инструментальный ансамбль «Дос-Мукасан».
На базе Казахского политехнического института в 1975 году был создан Алма-Атинский энергетический институт, в 1977 году — индустриальный институт в городе Рудном, в 1980 году — Алма-Атинский архитектурно-строительный институт.
В 1966 году киевский инженер Владимир Веклич создал систему соединения троллейбусов в поезд с управлением по системе многих единиц (СМЕ). В конце 1970-х годов инициатором внедрения системы В. Веклича на троллейбусах ЗиУ-9 стал начальник службы подвижного состава Алма-атинского трамвайно-троллейбусного управления Б. А. Шейнберг. В. Векличем ему были переданы необходимые результаты исследований троллейбусных поездов, а главным инженером киевского завода электротранспорта Владимиром Мышакиным — конструкторская документация. Троллейбусный поезд ЗиУ-9 был создан по образцу и подобию поезда Škoda 9Tr специалистами Казахского политехнического института. В 1981 году, после успешных испытаний поезда в Алма-Ате, на которых от киевлян присутствовал В. А. Мышакин, рабочие чертежи системы были переданы на Ленинградский завод по ремонту городского электротранспорта. По ним была разработана конструкторская документация и освоено производство троллейбусных поездов с последующим внедрением поездов более чем в 20 городах СССР.
С 1994 года издаётся печатный орган университета — научный журнал «ҚазҰТУ хабаршысы» — «Вестник КазНТУ».
В январе 1994 года Казахский политехнический институт им. В. И. Ленина был преобразован в «Казахский национальный технический университет», на который были возложены функции по подготовке кадров для страны по многоуровневой структуре, принятой в мировой практике, а также разработке учебных планов и программ обучения по специальностям. За особые заслуги в подготовке инженерно-технических кадров страны постановлением Правительства Республики Казахстан от 22 сентября 1999 года Казахскому национальному техническому университету присвоено имя выдающегося казахстанского учёного, академика Каныша Имантаевича Сатпаева.
19 декабря 2014 года «Казахский национальный технический университет имени К. И. Сатпаева» постановлением Правительства был преобразован из республиканского государственного предприятия в акционерное общество, а затем реорганизован и передан в НАО «Казахский национальный исследовательский технический университет имени К. И. Сатпаева» в целях дальнейшей приватизации государственного университета.
В 2015 году происходит объединение с КБТУ. В 2017 году два университета были разделены.
C 2017 года КазНИТУ работает под pr-брендом Satbayev University.
На 2019 год 100 % акций НАО «КазНИТУ им. К. Сатпаева» принадлежало государству.

## Институты
Обучение ведётся в следующих институтах:
- Институт геологии и нефтегазового дела имени К. Турысова
- Горно-металлургический институт имени О. А. Байконурова
- Институт автоматики и информационных технологий
- Институт энергетики и машиностроения имени А. Буркитбаева
- Институт архитектуры и строительства имени Т. К. Басенова
- Школа транспортной инженерии и логистики имени М. Тынышпаева
- Институт управления проектами имени Э. Туркебаева
- Институт военного дела
- Институт цифровых технологий и профессионального развития

## Список образовательных программ
Образовательные программы бакалавриата:
- 6B07111 Робототехника и мехатроника
- 6B05201 Геология и разведка месторождений полезных ископаемых
- 6B07110 Химическая и биохимическая инженерия
- 6B04101 Математическая экономика и анализ данных
- 6B06101 Математическая экономика и анализ данных
- 6B05205 Химическая и биохимическая инженерия
- 6B07501 Индустриальная инженерия
- 6B07207 Инженерная физика и материаловедение
- 6B07304 Геопространственная цифровая инженерия
- 6B07206 Индустриальная инженерия
- 6B05202 Гидрогеология и инженерная геология
- 6B02102 Дизайн
- 6B07112 Electronic and Electrical Engineering
- 6B07104 Electronic and Electrical Engineering
- 6B07301 Архитектура и дизайн
- 6B02101 Архитектура и дизайн
- 6B07113 Робототехника и мехатроника
- 6B07106 Инженерная механика
- 6B05101 Химическая и биохимическая инженерия
- 6B07219 Металлургия цветных металлов
- 6B05206 Инженерная экология
- 6B07217 Технология редких и радиоактивных элементов
- 6B07116 Технология основных производств и новые материалы
- 6B07307 Архитектура
- 6B07130 Инженерная механика и моделирование
- 6B07131 Дизайн и технологии в машиностроении
- 6B07105 Индустриальная инженерия
- 6B07220 Машины и технологии обработки новых материалов
- 6B07502 Стандартизация, сертификация и метрология (по отраслям)
- 6B07203 Металлургия и обогащение полезных ископаемых
- 6B07213 Mineral processing
- 6B07212 Рециклинг в металлургии
- 6B07219 Металлургия цветных металлов
- 6B07125 Химическая технология органических веществ
- 6B05105 Биотехнология
- 6B07117 Химическая технология нефтегазохимической продукции
- 6B07303 Геопространственная цифровая инженерия
- 6B07310 Землеустройство и кадастр
- 6B07216 Технология производства и переработки полимеров
- 6B07101 Энергетика
- 6B07205 Горная инженерия
- 6B11201 Гигиена и охрана труда на производстве
- 6B07306 Инженерные системы и сети
- 6B05203 Прикладная геология
- 6B06106 Информационные системы
- 6B06103 Математическое и компьютерное моделирование
- 6B06102 Computer Science
- 6B05204 Гидрогеология и геоэкология
- 6B08601 Водные ресурсы и водопользование
- 6B07211 Гидрогеология и инженерная геология
- 6B07115 Технологические машины и оборудование (по отраслям)
- 6B07214 Drilling Engineering
- 6B07204 Petroleum engineering
- 6B07126 Магистральные сети и инфраструктура
- 6B07124 Технология производства, ремонта и эксплуатации локомотивов
- 6B07123 Технология производства, ремонта и эксплуатации вагонов
- 6B07108 Транспортная инженерия
- 6B07107 Эксплуатационно-сервисная инженерия
- 6B07132 Предиктивные технологии и диагностика машин
- 6B07114 Биомедицинская инженерия
- 6B11310 Цифровая логистика
- 6B11301 Транспортные услуги
- 6B07129 Ядерная энергетика
- 6B07109 Инженерная физика и материаловедение
- 6B04104 Startup бакалавриат
- 6B07121 Космическая техника и технологии
- 6B06201 Телекоммуникация

## Ректоры
- 1934—1937 — Буркитбаев Ашир Джаналаевич
- 1937—1939 — Базарбаев Серикбай Базарбаевич
- 1939—1942 — Коктов Андрей Иванович
- 1942—1946 — Брук Израил Яковлевич
- 1946—1952 — Гришин Михаил Карпович
- 1952—1962 — Байконуров Омирхан Аймагамбетович
- 1962—1968 — Есиркегенов Гавдслям Мухамадиевич
- 1968—1976 — Омаров Ашим Курамбаевич
- 1976—1985 — Ашимов Абдыгаппар Ашимович
- 1985—1992 — Ракишев Баян Ракишевич
- 1992—1999 — Шайхутдинов Еренгаип Маликович
- 2000—2001 — Нусипов Ергали Нусипович
- 2001—2008 — Сулеев Досым Касымович
- 2008—2015 — Адилов Жексенбек Макеевич
- 2015—2021 — Бейсембетов Искандер Калыбекович
- 2021 — по н.в. — Бегентаев Мейрам Мухаметрахимович

## Известные преподаватели
- Иван Михайлович Бабаков (1890—1974) — украинский советский математик, механик.
- Иван Иванович Бок (1898—1983) — советский геолог, академик АН КазССР, доктор геолого-минералогических наук, лауреат Ленинской премии (1958).
- Евней Арстанович Букетов (1925—1983) — казахстанский учёный в области химии и металлургии, писатель, академик АН Казахской ССР, лауреат Государственной премии СССР, член Союза писателей СССР.
- Леонид Викентьевич Гульницкий (1908—1991) — советский казахстанский учёный, доктор физико-математических наук, заслуженный деятель науки Казахской ССР.
- Алимхан Абеуович Ермеков (1891—1970) — казахский общественный деятель, один из основателей партии «Алаш», первый казахский профессор-математик.
- Александр Сергеевич Попов (1891—1974) — советский учёный в области горного дела, специализировался на разработке угольных месторождений, академик АН КазССР, заслуженный деятель науки КазССР.
- Баян Ракишевич Ракишев (р. 1934) — советский и казахстанский учёный, доктор технических наук, профессор, академик НАН РК. Заслуженный деятель Казахстана (2004).
- Евгений Гаврилович Черкасов (1902—1994) — кандидат технических наук, доцент. Был первым деканом энергетического факультета КазПТИ, организатором кафедры «Электрические станции и подстанции» и первым заведующим этой кафедры. Внёс вклад в становление и развитие выпускающих кафедр и всего энергетического факультета КазПТИ, на базе которого в 1975 году стало возможным создать самостоятельное высшее учебное заведение — Алматинский энергетический институт.
- Евгений Дмитриевич Шлыгин (1899—1980) — советский геолог, академик АН КазССР.
- Владимир Алексеевич Луганов (1938—2022) — советский и казахстанский учёный в области металлургии, доктор технических наук, профессор, проректор КазПТИ (1987—1993), академик НАН РК.

## Известные выпускники
- Алимбаев, Аскар Алимбаевич — выпускник 1939 г., участник Великой Отечественной войны, ветеран Карагандинского угольного бассейна, Директор шахты № 19, г. Караганда (1954—1968 г.г.).
- Букетов, Евней Арстанович — доктор технических наук, профессор, переводчик, литературный критик, выпускник 1950 года.
- Казбек Валиев — знаменитый альпинист, первый казах — покоритель Эвереста (1982), «Снежный барс» (1984), мастер спорта СССР международного класса (1982), заслуженный мастер спорта СССР (1982), заслуженный тренер РК по альпинизму.
- Ильяс Есенберлин — известный казахский писатель, исторический романист. Лауреат Государственной премии Казахской ССР (1968).
- Шахмардан Есенов — научный и государственный деятель Казахстана, Министр геологии Казахской ССР (1961—1967 год, 1974—1978 год), академик АН КазССР (1967), президент Академии наук Казахской ССР (1967—1974).
- Аскар Жумагалиев — казахстанский государственный деятель. Министр цифрового развития, оборонной и аэрокосмической промышленности Республики Казахстан
- Зубарев, Борис Матвеевич — выпускник 1952 г., Первый заместитель Министра геологии СССР (1976—1987 гг.), участник Великой Отечественной войны.
- Маркелов, Николай Данилович — старший лейтенант РККА, участник Великой Отечественной войны, Герой Советского Союза (1945).
- Покровский, Сталь Сергеевич — Герой Соц. Труда, доктор технических наук. Имел 3 ордена Ленина и множество наград.
- Ахметжан Салимбаев — участник Великой Отечественной войны, кандидат г-м.н, министр (1965—1967 г.г) и зам. министра (1967—1969 г.г.) геологии Казахской ССР.
- Бахыт Султанов — государственный деятель Республики Казахстан. Министр экономики и бюджетного планирования Казахстана, бывший министр финансов.
- Элбакян, Александра Асановна (р. 1988) — создательница научного сайта Sci-Hub.

## Университет в наше время
По состоянию на август 2018 г. «Казахский национальный исследовательский технический университет имени К. И. Сатпаева» состоит из 10 институтов, 5 научных лабораторий, 2 учебных полигонов. Университет расположен в центре Алматы, 14 учебных корпусов занимают площадь 79780,1 м2.
Университет работает по двухуровневой системе в соответствии с принципами Болонской конвенции. Обучение идет по кредитной технологии. В состав университета входит Институт военного дела, обучающий студентов по программам офицеров запаса.
При университете действуют:
- Научная библиотека — одна из крупнейших технических библиотек Казахстана, более 2 миллионов изданий.
- Международный научно-образовательный центр атомной промышленности (совместно с «Казатомпром»).
- Научно-производственная лаборатория Fablab.
- Национальная лаборатория коллективного пользования информационных и космических технологий.
- Международный центр анализа и разработки месторождений.
- Музей истории университета.
- Минералогический музей.

В Национальном рейтинге ведущих технических вузов Казахстана за 2024 год университет занимает почетное 1 место.
По состоянию на 2024-2025 учебный год в Satbayev University работают 1194 преподавателя, что делает университет одним из крупнейших в Казахстане по численности профессорско-преподавательского состава. Большая часть сотрудников обладает высокими академическими степенями:
- Доктор PhD — 205 человек
- Доктор наук — 74 человека
- Кандидат наук — 265 человек[20]

## Названия университета
- 1934—1960 — Государственное учреждение образования «Казахский горно-металлургический институт»
- 1960—1970 — Государственное учреждение образования «Казахский политехнический институт»
- 1970—1994 — Государственное учреждение образования «Казахский политехнический институт имени В. И. Ленина»
- 1994—1999 — Государственное учреждение образования «Казахский национальный технический университет»
- 1999—2014 — Республиканское государственное предприятие «Казахский национальный технический университет имени К. И. Сатпаева»
- 2014—2015 — Акционерное общество «Казахский национальный исследовательский технический университет имени К. И. Сатпаева»
- 2015 — по наст.вр. — Некоммерческое акционерное общество «Казахский национальный исследовательский технический университет имени К. И. Сатпаева»

## Студенческая жизнь
В 1967 году студенты Казахского политехнического института создали вокально-инструментальный ансамбль «Дос-Мукасан», известный в Казахстане и СССР.
Основателями ансамбля и его первыми исполнителями были Досым Сулеев, Мурат Кусаинов, Хамит Санбаев и Александр Литвинов. Название ансамбля происходило от сокращения имён участников: «Дос» — лидер ансамбля Досым Сулеев, «Му» — Мурат Кусаинов, «Ка» — Камит Санбаев, «Сан» — Саня (Александр) Литвинов. Позже к ансамблю присоединились Дарига Турсунова, Шарип Омаров, Бахытжан Джумадилов, Акнай Шомотов, Аскар Джанкушуков, Нуртас Кусаинов, Курманай Омарова и Акжол Меирбеков.